# Mohinder Singh Pandher
Mohinder Singh Pandher (ou Moninder Singh Pandher), né en (1970 ou 1971) dans l'État de Uttarakhand, est un tueur en série indien qui a été arrêté le 29 décembre 2006 en même temps que son complice et employé, Surender Koli alias Satish.
Les deux hommes ont reconnu avoir violé et tué au moins dix enfants et cinq femmes. 
Lors des fouilles dans sa propriété dans la ville de Noida, une banlieue de l'est de New Delhi, on a retrouvé dans un premier temps 17 cadavres, ainsi que des restes et des os appartenant à un nombre indéterminé de corps. Les analyses post mortem ont montré qu'ils s'agit de mineurs, onze filles et six garçons. 
Les riverains pensent qu'il est peut-être le responsable de la disparition de 38 enfants et d'un nombre indéterminé de femmes.
Il s'agit d'un médiocre homme d'affaires qui a coulé l'affaire héritée de son père.
Son serviteur et complice aurait apparemment attiré les enfants à l'intérieur de cette propriété en leur promettant des bonbons et des jouets et les femmes étaient attirées par une offre d'emploi. 
Ils ont été identifiés après que Satish s'est servi du téléphone portable d'une jeune fille disparue. Koli a été condamné à la prison à vie en 2014. Pandher a été libéré sous caution le 24 septembre 2014.